# أبو خالد السوري
أبو خالد السوري أو أبو عمير الشامي، كان أمير حركة أحرار الشام في حلب، وأحد أبرز القادة الميدانيين في الحركة، شارك من قبل في القتال في أفغانستان والبوسنة والهرسك والجزائر، ويُعرف عنه أنه رفيق درب أيمن الظواهري، وأحد مرافقي أسامة بن لادن. قُتل في تفجير في حلب في 23 فبراير 2014.

## حياته
ولد أبو خالد السوري في حلب في عام 1963، شارك في تمرد الإسلاميين في سوريا بين عامي 1979 و1982، ثم فر من سوريا بعد فشل التمرد.
كانت تربطه علاقة وثيقة مع أبو مصعب السوري، حيث عملا على إنشاء مؤسسات إعلامية جهادية ومعسكرات لتدريب المتطوعين في أفغانستان. وفي حين كونه تربطه علاقة جيدة مع القاعدة وأسامة بن لادن، إلا إنه نفى أن يكون عضوًا في تنظيم القاعدة في بيان أدلى به عام 1999.
في عام 2011 شارك أبو خالد في تأسيس حركة أحرار الشام المناهضة لنظام بشار الأسد، والتي أصبحت جزءًا من الجبهة الإسلامية.
في أوائل عام 2013 بدأ الاقتتال بين تنظيم القاعدة جبهة النصرة ووتنظيم الدولة الإسلامية. وفي مايو 2013 كلفه أيمن الظواهري بالقيام بمهام الحكم بين تنظيم الدولة الإسلامية وجبهة النصرة. وكانت مواقع إلكترونية قد نشرت في يناير 2014 بيانًا صادرًا عن أبي خالد السوري في إطار مهمة التحكيم هذه تضمن ما أسماه «نصائح إلى جماعة دولة الإسلام في العراق والشام»، دعا فيها أفراد «الدولة الإسلامية» إلى «التوبة»، معتبرًا أن ادعاءهم «الانتساب إلى مشايخ الجهاد» كأسامة بن لادن وأيمن الظواهري وأبو مصعب الزرقاوي «بعيد كل البعد عن المنهج السوي». ووصف نفسه بأنه «الناصح الذي امضي عمره مع هؤلاء الأكابر وعرفهم حق المعرفة».

## وفاته
في 23 فبراير 2014 اقتحم خمسة أشخاص مقره في مدينة حلب وفتحوا النار عليه، وقام أحد المسلحين بتفجير حزامه الناسف، وقُتِلَ أبو خالد السوري وستة من رجاله. واتهمت حركة أحرار الشام الإسلامية تنظيم الدولة الإسلامية بتنفيذ الهجوم، بينما نفى التنظيم مسؤوليته عن مقتله، وبعد فترة قصير ألقت أحرار الشام القبض على منسق الهجوم وهو أحد عملاء تنظيم الدولة..